# CHA-LA HEAD-CHA-LA
「CHA-LA HEAD-CHA-LA」（チャラ・ヘッチャラ）は、影山ヒロノブの16枚目のシングル。1989年5月1日に日本コロムビアから8cmCDとして発売され、2005年8月3日に再録音版『CHA-LA HEAD-CHA-LA〜2005〜』がティームエンタテインメントからマキシシングルとして発売された。シングルのタイトルは『ドラゴンボールZ』とも表記される。

## 概要
表題曲の「CHA-LA HEAD-CHA-LA」は、『ドラゴンボールZ』のオープニングテーマとして発表された楽曲で、同アニメ第1話から第199話までの前期オープニングとして約4年5か月の間使用され、その後、『WE GOTTA POWER』へと変わった。オリジナル版のカップリングには、MANNAが歌う同アニメの前期エンディングテーマ「でてこい とびきりZENKAIパワー!」が収録されている。のちに発売された「CHA-LA HEAD-CHA-LA〜2005〜」には、「WE GOTTA POWER (2005 Ver.)」が収録されている。
「CHA-LA HEAD-CHA-LA」を作詞した森雪之丞は、「（『ドラゴンボールZ』の）主人公『孫悟空』のように、ささいなことに動じないアッケラカンとした生き方ができたら楽しいなと思いながら、その気持ちを歌詞にしてみた」という。曲名の由来は、「ナシにする」の意味の「チャラ」と「平気」の意味の「ヘッチャラ」を組み合わせ、「今までいろいろな出来事があったかもしれないけど、一度チャラにリセットして平気な状態になり、もう1回スタートする」という気分を韻を踏んで表現している。また、「頭（ヘッド）を空っぽ（チャラ）にすることで、何が起きてもヘッチャラ。何が来ても吸収できるし、受け止められる」という意味も込め、「HEAD-CHA-LA」と表記している。これらのことから、森は「人生にはいろいろなことがあって、ハッピーだったり、時には辛いこともあったりして、痛みを抱えながら人は生きていくんだけど、一度チャラにして元気にやっていこう。そうすれば見えない敵、まだ見ぬ敵にも向かっていける。何かにとらわれている自分をチャラにして頭をクリアにすれば、新しい夢を見られるかもしれない」という思いで書いたと語っている。
歌詞の印象について影山は、「正直、最初は「ふざけてるのかな？」と思った（笑）。でも、雪之丞さんのことは10代の頃からよく知っていたので、「（雪之丞さんなら）これくらいぶっ飛んだことはやりそうだな」とも思いました。」と語っている。
影山はレイジー解散後、家族を養うため建設現場の仕事を掛け持ちしながら音楽を続け、ハスキーな声の自分はどこで活躍できるのか悩んでいたが、1988年に『聖闘士星矢』の「聖闘士神話 〜ソルジャー・ドリーム〜」、翌年に「CHA-LA HEAD-CHA-LA」と2年連続でジャンプ原作のアニメ主題歌を歌い、「それが自分の人生を決定づけた」という。「「CHA-LA HEAD-CHA-LA」に出会って、自分の居場所を見つけた気がしたんです。こんなに自分の声に合う曲はない! と思った。JAM Projectのライブで、「CHA-LA HEAD-CHA-LA」をメンバーと歌ったこともあるんです。フクちゃん（福山芳樹）も遠藤（遠藤正明）もダニー（きただにひろし）も凄いシンガーだけど、彼らが「CHA-LA HEAD-CHA-LA」を歌ってもしっくりこない。「俺の歌だ」って、そのたびに思います。もしかすると、僕はアニソンシンガーじゃなく、「CHA-LA HEAD-CHA-LA」シンガーなのかもしれないね（笑）」と語っている。
歌詞で使われている「Sparking!」という単語は、『ドラゴンボールZ Sparking!』のようなゲーム作品でも使われている。
2013年公開の映画『ドラゴンボールZ 神と神』ではFLOWがカバーしたバージョンが使用されている。

## 収録曲

### CHA-LA HEAD-CHA-LA（ドラゴンボールZ）
1. CHA-LA HEAD-CHA-LA
作詞：森雪之丞、作曲：清岡千穂、編曲：山本健司、歌：影山ヒロノブ
2. でてこい とびきりZENKAIパワー!
作詞：荒川稔久、作曲：池毅、編曲：山本健司、歌：MANNA
原作のイメージを意識し、オリエンタルな雰囲気の中に、ポップ・レゲエなどの要素を取り入れ作曲された。
イントロは作曲の池毅が「イントロに呪文みたいなものを入れると面白いんじゃないか」と思いつき、映画『STAR WARS』シリーズで言葉を逆再生したものを酒場に集まる宇宙人の言葉として使っているという話があり、その方法を取り入れたもので、プロデューサーや現場にいたスタッフの名前を6ミリテープに録音し、逆再生して48chデジタルマルチに取り込み、さらにピッチを上げエフェクトをかけるなどして作られた。イントロを逆再生すると「あー、この曲を作るにあたっては清水賢治、池毅、時枝一博、ウチダタカシ、山本健司、ヤナギハナエ？、ノムラタカシが頑張ったんだよ」と聞こえるようになっている[4][5]。

### CHA-LA HEAD-CHA-LA〜2005〜
1. Cha-la Head-cha-la (2005 Ver.) [4:12]
作詞：森雪之丞、作曲：清岡千穂、編曲：山本健司
2. We Gotta Power (2005 Ver.) [3:50]
作詞：森雪之丞、作曲：石川恵樹、編曲：山本健司
3. Cha-la Head-cha-la (Dj Dr.knob Remix) [5:06]
作詞：森雪之丞／作曲：清岡千穂／編曲：DJ Dr.Knob
4. We Gotta Power (Yuki Nakano Remix) [4:40]
作詞：森雪之丞／作曲：石川恵樹／編曲：YUKI NAKANO
5. Cha-la Head-cha-la (Mobi[Le-re]make Version) [4:16]
作詞：森雪之丞／作曲：清岡千穂／編曲：山本健司
6. Cha-la Head-cha-la (2005 Ver. Instrumental)
7. We Gotta Power (2005 Ver. Instrumental)

## タイアップ
| 曲名                           | タイアップ                                                                                 |
| ------------------------------ | ------------------------------------------------------------------------------------------ |
| CHA-LA HEAD-CHA-LA             | テレビアニメ『ドラゴンボールZ』前期オープニングテーマ                                      |
| CHA-LA HEAD-CHA-LA             | 劇場版『ドラゴンボールZ』オープニングテーマ                                                |
| CHA-LA HEAD-CHA-LA             | 劇場版『この世で一番強いヤツ』オープニングテーマ                                           |
| CHA-LA HEAD-CHA-LA             | 劇場版『地球まるごと超決戦』オープニングテーマ                                             |
| CHA-LA HEAD-CHA-LA             | 劇場版『超サイヤ人だ孫悟空』オープニングテーマ                                             |
| CHA-LA HEAD-CHA-LA             | 劇場版『とびっきりの最強対最強』オープニングテーマ                                         |
| CHA-LA HEAD-CHA-LA             | 劇場版『激突!!100億パワーの戦士たち』オープニングテーマ                                    |
| CHA-LA HEAD-CHA-LA             | 劇場版『極限バトル!!三大超サイヤ人』オープニングテーマ                                     |
| CHA-LA HEAD-CHA-LA             | 劇場版『燃えつきろ!!熱戦・烈戦・超激戦』オープニングテーマ                                 |
| CHA-LA HEAD-CHA-LA             | 劇場版『銀河ギリギリ!!ぶっちぎりの凄い奴』オープニングテーマ                               |
| CHA-LA HEAD-CHA-LA             | PCエンジンゲーム『ドラゴンボールZ 偉大なる孫悟空伝説』主題歌                               |
| CHA-LA HEAD-CHA-LA             | PS2、GCゲーム『ドラゴンボールZ』オープニングテーマ                                         |
| CHA-LA HEAD-CHA-LA             | PS2、Wiiゲーム『ドラゴンボールZ Sparking! NEO』主題歌                                      |
| CHA-LA HEAD-CHA-LA             | イベント上映アニメ『ドラゴンボール オッス!帰ってきた孫悟空と仲間たち!!』オープニングテーマ |
| CHA-LA HEAD-CHA-LA             | PS3、Xbox 360ゲーム『ドラゴンボール アルティメットブラスト』主題歌                         |
| CHA-LA HEAD-CHA-LA             | PS4、Xbox Oneゲーム『ドラゴンボールZ カカロット』主題歌                                    |
| でてこい とびきりZENKAIパワー! | テレビアニメ『ドラゴンボールZ』エンディングテーマ                                          |
| でてこい とびきりZENKAIパワー! | 劇場版『ドラゴンボールZ』エンディングテーマ                                                |
| Cha-la Head-cha-la (2005 Ver.) | SYSTEM256、PS2ゲーム『超ドラゴンボールZ』主題歌                                            |

## カバー
| 曲名                           | 発売日         | 歌手名                 | CDタイトル                                                                            |
| ------------------------------ | -------------- | ---------------------- | ------------------------------------------------------------------------------------- |
| CHA-LA HEAD-CHA-LA             | 1997年4月21日  | マイケル・G （英訳詞） | ハッピー・チャイルド!〜英語でうたおう こどものうた みんなのうた〜                     |
| CHA-LA HEAD-CHA-LA             | 2006年8月23日  | 東京ブラススタイル     | 饗宴ラフレシア〜アニジャズ 2nd note〜                                                 |
| CHA-LA HEAD-CHA-LA             | 2007年5月23日  | VOIX DOUCE             | アニカペラ VOL.1                                                                      |
| CHA-LA HEAD-CHA-LA             | 2007年7月11日  | 泉こなた（平野綾）     | TVアニメ『らき☆すた』エンディングテーマ集 〜ある日のカラオケボックス〜                |
| CHA-LA HEAD-CHA-LA             | 2007年10月3日  | 加藤英美里             | 百歌声爛 女性声優編                                                                   |
| CHA-LA HEAD-CHA-LA             | 2009年7月8日   | 佐山雅弘               | アニピアノ                                                                            |
| CHA-LA HEAD-CHA-LA             | 2011年1月26日  | 真城最高（阿部敦）     | テレビアニメ『バクマン。』DVD & Blu-ray第1巻初回限定版特典CD                          |
| CHA-LA HEAD-CHA-LA             | 2013年7月24日  | 真城最高（阿部敦）     | TVアニメ「バクマン。」キャラクターカバーソングアルバム                                |
| CHA-LA HEAD-CHA-LA             | 2012年2月8日   | 松風雅也               | 新・百歌声爛II 男性声優編                                                             |
| CHA-LA HEAD-CHA-LA             | 2012年2月8日   | KENN                   | 新・百歌声爛II 男性声優編                                                             |
| CHA-LA HEAD-CHA-LA             | 2012年7月11日  | 田村直美               | リスペクト フォー アニソン                                                            |
| CHA-LA HEAD-CHA-LA             | 2012年8月1日   | SCREW                  | V-ANIME ROCKS!                                                                        |
| CHA-LA HEAD-CHA-LA             | 2013年3月20日  | FLOW                   | HERO 〜希望の歌〜/CHA-LA HEAD-CHA-LA                                                  |
| CHA-LA HEAD-CHA-LA             | 2015年4月29日  | ももいろクローバーZ    | 『Z』の誓い（“Z盤”のみ）                                                              |
| CHA-LA HEAD-CHA-LA             | 2015年7月29日  | 片霧烈火               | 熱烈!アニソン魂 THE BEST カバー楽曲集 TVアニメシリーズ「ドラゴンボールシリーズ」vol.1 |
| CHA-LA HEAD-CHA-LA             | 2015年7月29日  | Andy                   | 熱烈!アニソン魂 THE BEST カバー楽曲集 TVアニメシリーズ「ドラゴンボールシリーズ」vol.1 |
| CHA-LA HEAD-CHA-LA             | 2016年9月23日  | 古谷徹                 | 古谷徹 50TH ANNIVERSARY「Thanks-感謝-」                                               |
| CHA-LA HEAD-CHA-LA             | 2021年12月22日 | TRIX                   | CoverX                                                                                |
| でてこい とびきりZENKAIパワー! | 2009年3月18日  | 田中理恵               | 百歌声爛 女性声優編III                                                                |
| でてこい とびきりZENKAIパワー! | 2010年3月10日  | 中川翔子               | しょこたん☆かばー3 〜アニソンは人類をつなぐ〜                                         |
| でてこい とびきりZENKAIパワー! | 2012年2月8日   | 後藤沙緒里             | 新・百歌声爛II 女性声優編                                                             |
| でてこい とびきりZENKAIパワー! | 2015年7月29日  | なかにし鈴子           | 熱烈!アニソン魂 THE BEST カバー楽曲集 TVアニメシリーズ「ドラゴンボールシリーズ」vol.1 |
| でてこい とびきりZENKAIパワー! | 2016年9月14日  | ばってん少女隊         | よかよかダンス（ドラゴンボール超とごいっしょ盤・聴きんしゃい盤のみ）                  |

## 収録作品

### CD
| 曲名                          | 収録アルバム                                                                  | 備考                                                     |
| ----------------------------- | ----------------------------------------------------------------------------- | -------------------------------------------------------- |
| CHA-LA HEAD-CHA-LA            | ドラゴンボールZ ヒット曲集ベスト "ネヴァー・エンディング・ストーリー"         | テレビアニメ『ドラゴンボールZ』のベストアルバム。        |
| CHA-LA HEAD-CHA-LA            | ドラゴンボールZ BEST REMIX2006 1/2 スペシャル                                 | テレビアニメ『ドラゴンボールZ』のベストアルバム。        |
| CHA-LA HEAD-CHA-LA            | ドラゴンボールZ ベストソングコレクション                                      | テレビアニメ『ドラゴンボールZ』のベストアルバム。        |
| CHA-LA HEAD-CHA-LA            | ドラゴンボール大全集                                                          | テレビアニメ『ドラゴンボールZ』のベストアルバム。        |
| CHA-LA HEAD-CHA-LA            | ドラゴンボール 神 BEST                                                        | テレビアニメ『ドラゴンボール』シリーズのベストアルバム。 |
| CHA-LA HEAD-CHA-LA            | ドラゴンボールZ 音楽集 Vol.1                                                  | テレビアニメ『ドラゴンボールZ』サウンドトラック。        |
| CHA-LA HEAD-CHA-LA            | ドラゴンボールZ 音楽集 Vol.2                                                  | テレビアニメ『ドラゴンボールZ』サウンドトラック。        |
| CHA-LA HEAD-CHA-LA            | ドラゴンボールZ BGMコレクション                                               | テレビアニメ『ドラゴンボールZ』サウンドトラック。        |
| CHA-LA HEAD-CHA-LA            | ドラゴンボールZ ヒット曲集                                                    | テレビアニメ『ドラゴンボールZ』のボーカルアルバム。      |
| CHA-LA HEAD-CHA-LA            | ドラゴンボールZ ヒット曲集 II "奇蹟(ミラクル)ZENKAIパワー"                    | テレビアニメ『ドラゴンボールZ』のボーカルアルバム。      |
| CHA-LA HEAD-CHA-LA            | ドラゴンボールZ ヒット曲集 III 〜スペース・ダンシング〜                       | テレビアニメ『ドラゴンボールZ』のボーカルアルバム。      |
| CHA-LA HEAD-CHA-LA            | ドラゴンボールZ ヒット曲集 IV 〜キャラクターズ・スペシャル〜                  | テレビアニメ『ドラゴンボールZ』のボーカルアルバム。      |
| CHA-LA HEAD-CHA-LA            | ドラゴンボールZ ヒット曲集 V 光の旅                                           | テレビアニメ『ドラゴンボールZ』のボーカルアルバム。      |
| CHA-LA HEAD-CHA-LA            | ドラゴンボールZ ヒット曲集 VI BP∞ バトルポイント・アンリミテッド              | テレビアニメ『ドラゴンボールZ』のボーカルアルバム。      |
| CHA-LA HEAD-CHA-LA            | ドラゴンボールZ ヒット曲集 7 The Jouney Of The 7 Balls                        | テレビアニメ『ドラゴンボールZ』のボーカルアルバム。      |
| CHA-LA HEAD-CHA-LA            | ドラゴンボールZ ヒット曲集 8 キャラクターズ・スペシャル2                      | テレビアニメ『ドラゴンボールZ』のボーカルアルバム。      |
| CHA-LA HEAD-CHA-LA            | ドラゴンボールZ ヒット曲集 8 1/2 スペシャル                                   | テレビアニメ『ドラゴンボールZ』のボーカルアルバム。      |
| CHA-LA HEAD-CHA-LA            | ドラゴンボールZ ヒット曲集 9 FUTURE SHOCK!!                                   | テレビアニメ『ドラゴンボールZ』のボーカルアルバム。      |
| CHA-LA HEAD-CHA-LA            | ドラゴンボールZ ヒット曲集 10 〜VIRTUAL TRIANGLE〜                            | テレビアニメ『ドラゴンボールZ』のボーカルアルバム。      |
| CHA-LA HEAD-CHA-LA            | ドラゴンボールZ ヒット曲集 11 〜"精神と時"の部屋〜                            | テレビアニメ『ドラゴンボールZ』のボーカルアルバム。      |
| CHA-LA HEAD-CHA-LA            | ドラゴンボールZ ヒット曲集 12 〜DBZ A GO GO!!〜                               | テレビアニメ『ドラゴンボールZ』のボーカルアルバム。      |
| CHA-LA HEAD-CHA-LA            | ドラゴンボールZ ヒット曲集 13 〜BATTLE & HOPE〜                               | テレビアニメ『ドラゴンボールZ』のボーカルアルバム。      |
| CHA-LA HEAD-CHA-LA            | ドラゴンボールZ ヒット曲集 14 〜ストレート〜                                  | テレビアニメ『ドラゴンボールZ』のボーカルアルバム。      |
| CHA-LA HEAD-CHA-LA            | ドラゴンボールZ ヒット曲集 15 〜Sunlight & City Lights〜                      | テレビアニメ『ドラゴンボールZ』のボーカルアルバム。      |
| CHA-LA HEAD-CHA-LA            | ドラゴンボールZ ヒット曲集 18 1/2 SPECIAL《SUPER REMIX》                      | テレビアニメ『ドラゴンボールZ』のボーカルアルバム。      |
| CHA-LA HEAD-CHA-LA            | ドラゴンボールZ コンプリート・ソングコレクションI 〜光の旅〜                  | テレビアニメ『ドラゴンボールZ』のボーカルアルバム。      |
| CHA-LA HEAD-CHA-LA            | ドラゴンボールZ コンプリート・ソングコレクションII 〜とびっきりの最強対最強〜 | テレビアニメ『ドラゴンボールZ』のボーカルアルバム。      |
| CHA-LA HEAD-CHA-LA            | ドラゴンボールZ コンプリート・ソングコレクションIII 〜飛び出せ！ヒーロー〜    | テレビアニメ『ドラゴンボールZ』のボーカルアルバム。      |
| でてこい とびきりZENKAIパワー | ドラゴンボールZ ヒット曲集                                                    | テレビアニメ『ドラゴンボールZ』のボーカルアルバム。      |
| でてこい とびきりZENKAIパワー | ドラゴンボールZ ヒット曲集 II "奇蹟（ミラクル）ZENKAIパワー"                  | テレビアニメ『ドラゴンボールZ』のボーカルアルバム。      |
| でてこい とびきりZENKAIパワー | ドラゴンボールZ ヒット曲集 III 〜スペース・ダンシング〜                       | テレビアニメ『ドラゴンボールZ』のボーカルアルバム。      |
| でてこい とびきりZENKAIパワー | ドラゴンボールZ ヒット曲集 IV 〜キャラクターズ・スペシャル〜                  | テレビアニメ『ドラゴンボールZ』のボーカルアルバム。      |
| でてこい とびきりZENKAIパワー | ドラゴンボールZ ヒット曲集 V 光の旅                                           | テレビアニメ『ドラゴンボールZ』のボーカルアルバム。      |
| でてこい とびきりZENKAIパワー | ドラゴンボールZ ヒット曲集 VI BP∞ バトルポイント・アンリミテッド              | テレビアニメ『ドラゴンボールZ』のボーカルアルバム。      |
| でてこい とびきりZENKAIパワー | ドラゴンボールZ ヒット曲集 7 The Jouney Of The 7 Balls                        | テレビアニメ『ドラゴンボールZ』のボーカルアルバム。      |
| でてこい とびきりZENKAIパワー | ドラゴンボールZ ヒット曲集 8 キャラクターズ・スペシャル2                      | テレビアニメ『ドラゴンボールZ』のボーカルアルバム。      |
| でてこい とびきりZENKAIパワー | ドラゴンボールZ ヒット曲集 8 1/2 スペシャル                                   | テレビアニメ『ドラゴンボールZ』のボーカルアルバム。      |
| でてこい とびきりZENKAIパワー | ドラゴンボールZ ヒット曲集 9 FUTURE SHOCK!!                                   | テレビアニメ『ドラゴンボールZ』のボーカルアルバム。      |
| でてこい とびきりZENKAIパワー | ドラゴンボールZ ヒット曲集 10 〜VIRTUAL TRIANGLE〜                            | テレビアニメ『ドラゴンボールZ』のボーカルアルバム。      |
| でてこい とびきりZENKAIパワー | ドラゴンボールZ ヒット曲集 12 〜DBZ A GO GO!!〜                               | テレビアニメ『ドラゴンボールZ』のボーカルアルバム。      |
| でてこい とびきりZENKAIパワー | ドラゴンボールZ ヒット曲集 13 〜BATTLE & HOPE〜                               | テレビアニメ『ドラゴンボールZ』のボーカルアルバム。      |
| でてこい とびきりZENKAIパワー | ドラゴンボールZ ヒット曲集 14 〜ストレート〜                                  | テレビアニメ『ドラゴンボールZ』のボーカルアルバム。      |
| でてこい とびきりZENKAIパワー | ドラゴンボールZ ヒット曲集 15 〜Sunlight & City Lights〜                      | テレビアニメ『ドラゴンボールZ』のボーカルアルバム。      |
| でてこい とびきりZENKAIパワー | ドラゴンボールZ コンプリート・ソングコレクションI 〜光の旅〜                  | テレビアニメ『ドラゴンボールZ』のボーカルアルバム。      |
| でてこい とびきりZENKAIパワー | ドラゴンボールZ コンプリート・ソングコレクションII 〜とびっきりの最強対最強〜 | テレビアニメ『ドラゴンボールZ』のボーカルアルバム。      |
| でてこい とびきりZENKAIパワー | ドラゴンボールZ コンプリート・ソングコレクションIII 〜飛び出せ！ヒーロー〜    | テレビアニメ『ドラゴンボールZ』のボーカルアルバム。      |
| でてこい とびきりZENKAIパワー | ドラゴンボールZ 音楽集 Vol.1                                                  | テレビアニメ『ドラゴンボールZ』サウンドトラック。        |
| でてこい とびきりZENKAIパワー | ドラゴンボールZ BEST REMIX2006 1/2 スペシャル                                 | テレビアニメ『ドラゴンボールZ』のベストアルバム。        |
| でてこい とびきりZENKAIパワー | ドラゴンボールZ ベストソングコレクション                                      | テレビアニメ『ドラゴンボールZ』のベストアルバム。        |
| でてこい とびきりZENKAIパワー | ドラゴンボール大全集                                                          | テレビアニメ『ドラゴンボールZ』のベストアルバム。        |
| でてこい とびきりZENKAIパワー | ドラゴンボール 神 BEST                                                        | テレビアニメ『ドラゴンボール』シリーズのベストアルバム。 |

### Blu-ray、DVD
| 発売日             | タイトル                                | 備考                 |
| CHA-LA HEAD-CHA-LA | CHA-LA HEAD-CHA-LA                      | CHA-LA HEAD-CHA-LA   |
| ------------------ | --------------------------------------- | -------------------- |
| 2010年2月24日      | Animelo Summer Live 2009 RE:BRIDGE 8.23 | ライブイベント映像。 |

## その他
1996年春（日時不明）に放送されたTBS『史上空前の大調査!あなたが一番好きな歌30年間ベスト100』では、香取慎吾（当時SMAP）が、一部を披露した。
2015年7月29日に放送されたフジテレビ『2015 FNSうたの夏まつり』では、ももいろクローバーZのカバーで本曲が披露された。
2017年12月13日に放送されたフジテレビ『2017 FNS歌謡祭 第2夜』では、影山ヒロノブとジャニーズWESTの共演で本曲が披露された。
2018年7月25日に放送されたフジテレビ『2018 FNSうたの夏まつり』では、King & Princeと高見沢俊彦のカバー・共演で本曲が披露された。
2019年3月1日には、ソニー・ミュージックエンタテインメントのアニメソング人気投票キャンペーン「平成アニソン大賞」において作詞賞（1989年 - 1999年）に選出された
。
2022年2月17日から3月3日までゲームアプリ『ドラゴンボールZ ドッカンバトル』のゲーム内BGMとして本曲が使用されている。
| 1Aメロ・1Bメロ | 1Aメロ・1Bメロ | → | 1サビ | 1サビ      | → | 2Aメロ・2Bメロ | 2Aメロ・2Bメロ | → | 2サビ | 2サビ      |
|                | ホ長調 (E)     | → |       | ニ長調 (D) | → |                | ホ長調 (E)     | → |       | ニ長調 (D) |

| テレビアニメ『ドラゴンボールZ』オープニングテーマ 1989年4月26日 - 1993年9月1日 | テレビアニメ『ドラゴンボールZ』オープニングテーマ 1989年4月26日 - 1993年9月1日 | テレビアニメ『ドラゴンボールZ』オープニングテーマ 1989年4月26日 - 1993年9月1日 |
| ------------------------------------------------------------------------------ | ------------------------------------------------------------------------------ | ------------------------------------------------------------------------------ |
| 前作-                                                                          | 影山ヒロノブ『CHA-LA HEAD-CHA-LA』                                             | 次作影山ヒロノブ『WE GOTTA POWER』                                             |

| テレビアニメ『ドラゴンボールZ』エンディングテーマ 1989年4月26日 - 1993年9月1日 | テレビアニメ『ドラゴンボールZ』エンディングテーマ 1989年4月26日 - 1993年9月1日 | テレビアニメ『ドラゴンボールZ』エンディングテーマ 1989年4月26日 - 1993年9月1日 |
| ------------------------------------------------------------------------------ | ------------------------------------------------------------------------------ | ------------------------------------------------------------------------------ |
| 前作-                                                                          | MANNA『でてこいとびきりZENKAIパワー!』                                         | 次作影山ヒロノブ『僕達は天使だった』                                           |